# Municipio de Lincoln (condado de Emmet)
El municipio de Lincoln (en inglés: Lincoln Township) es un municipio ubicado en el condado de Emmet en el estado estadounidense de Iowa. En el año 2010 tenía una población de 201 habitantes y una densidad poblacional de 2,71 personas por km².

## Geografía
El municipio de Lincoln se encuentra ubicado en las coordenadas 43°28′2″N 94°36′56″O / 43.46722, -94.61556. Según la Oficina del Censo de los Estados Unidos, el municipio tiene una superficie total de 74.16 km², de la cual 70,37 km² corresponden a tierra firme y (5,11 %) 3,79 km² es agua.

## Demografía
Según el censo de 2010, había 201 personas residiendo en el municipio de Lincoln. La densidad de población era de 2,71 hab./km². De los 201 habitantes, el municipio de Lincoln estaba compuesto por el 99,5 % blancos y el 0,5 % eran de una mezcla de razas. Del total de la población el 1 % eran hispanos o latinos de cualquier raza.